# Yu-Gi-Oh! Arc-V
Yu-Gi-Oh! Arc-V (遊☆戯☆王ARC-V（アーク・ファイブ） Yūgiō Āku Faibu, "Arc Five") là một seri anime Nhật Bản. Nó là chuyển thể chính thứ tư của Yu-Gi-Oh!. Phim bắt đầu được chiếu tại Nhật Bản trên TV Tokyo từ 6 tháng 4 năm 2014. Ngoài Nhật Bản, seri được hợp pháp hóa bởi công ty 4K Media Inc. của Konami và được phát sóng trên toàn quốc vào 2015. Phiên bản chuyển thể manga bởi Naohito Miyoshi bắt đầu trên tạp chí V-Jump của Shueisha từ tháng 8 năm 2015.

## Cốt truyện
Câu chuyện lấy bối cảnh ở tương lai, ở một bối cảnh được là thành phố Paradise, nơi tập đoàn Leo tạo ra bước tiến trong công nghệ Solid Vision khiến duel thật hơn. Các quái thú, môi trường đều có khối lượng, và cho phép người chơi tương tác trực tiếp với chúng. Nó cũng tạo khả năng Action Duel được thực hiện. Action Duel cho phép các bài thủ di chuyển xung quanh môi trường nhân tạo để lấy các Action Card giúp họ chiến thắng. Nhân vật chính của câu chuyện là Sakaki Yuya là một học sinh trung học cơ sở tại trường You Show Duel School của thành phố Paradise. Bố của Yuya, Sakaki Yusho, đã biến mất 3 năm trước trước trận đấu với quán quân Action Duel Champion. Người ngoài nghĩ rằng Yusho đã hoảng sợ và bỏ chạy. Để lấy lại thanh danh cho bố mình, Yuya đối mặt với quán quân Action Duel hiện giờ và thức tỉnh một sức mạnh mới từ dây chuyền của cậu, được biết với tên Pendulum Summoning (Triệu hồi Dao động). Điều này khiến Yuya nhận được sự chú ý từ giám đốc của Leo Corporation, Declan Akaba. Yuya sau đó cố gắng để thuần thục Pendulum Summoning để trở thành Entertainer giỏi như bố mình. 